# Helmholtzov rezonator
Helmholtzov rezonator (otkrio ga je Hermann von Helmholtz) je svaka kuglasta šupljina koja ima vlastitu rezonantnu frekvenciju f0. Frekvencija ovisi o polumjeru šupljine R, duljini l i polumjeru r spojnoga kanala te o gustoći, vlažnosti i temperaturi zraka. Koristi se pri akustičkim ispitivanjima te za prigušivanje buke, kao element prigušivača. Za zrak relativne vlažnosti oko 60%, temperaturu oko 20 °C, te tlak oko 105 Pa vrijedi:
{\displaystyle f_{0}={\frac {v}{2\cdot \pi }}\cdot {\sqrt {\frac {A}{V_{0}\cdot L_{eq}}}}}
gdje je: v - brzina zvuka, A - presjek spojnog kanala, V0 - statički obujam šupljine, Leq - ekvivalentna duljina spojnog kanala, koja se može uzračunati iz:
{\displaystyle L_{eq}=l+0,6\cdot r}